# Picrotoxine
Picrotoxine of cocculine is een giftige plantenstof, die voorkomt in de gedroogde vruchten van de plant Anamirta cocculus (vroeger Menispermum cocculus geheten), die in Zuidoost-Azië en India voorkomt. Het is een equimolair mengsel van twee stoffen, de sesquiterpeenderivaten picrotoxinine (C15H16O6) en picrotine (C15H18O7).
Het is een witte tot lichtgele kristallijne vaste stof. Ze werd voor het eerst geïsoleerd door Pierre F.G. Boullay in 1812, die de naam picrotoxine voorstelde, afgeleid van de Griekse woorden picros (bitter) en toxicon (vergif). Pas op het einde van de 19e eeuw ontdekte men dat het om een equimolair mengsel van twee verbindingen ging. In 1957 bepaalde Harold Conroy de chemische structuur van picrotoxine.
Picrotoxine werkt als een GABA-antagonist op verschillende plaatsen in het centrale zenuwstelsel. Het is zeer giftig, een dosis van 20 milligram kan ernstige vergiftigingssymptomen (convulsies) veroorzaken. Een dosis van 1,5 mg/kg lichaamsgewicht zou dodelijk zijn voor de mens. Enkel picrotoxinine is toxisch; picrotine is geen biologisch actieve stof.
Picrotoxine is vroeger in de geneeskunde gebruikt als stimulerend middel voor het centrale zenuwstelsel en als tegengif voor vergiftiging met barbituraten (barbituraten zijn GABA-agonisten).